# Lasara Sawo
Lasara Sawo is een bestuurslaag in het regentschap Nias Utara van de provincie Noord-Sumatra, Indonesië. Lasara Sawo telt 1866 inwoners (volkstelling 2010).